# عبیدالله نهری

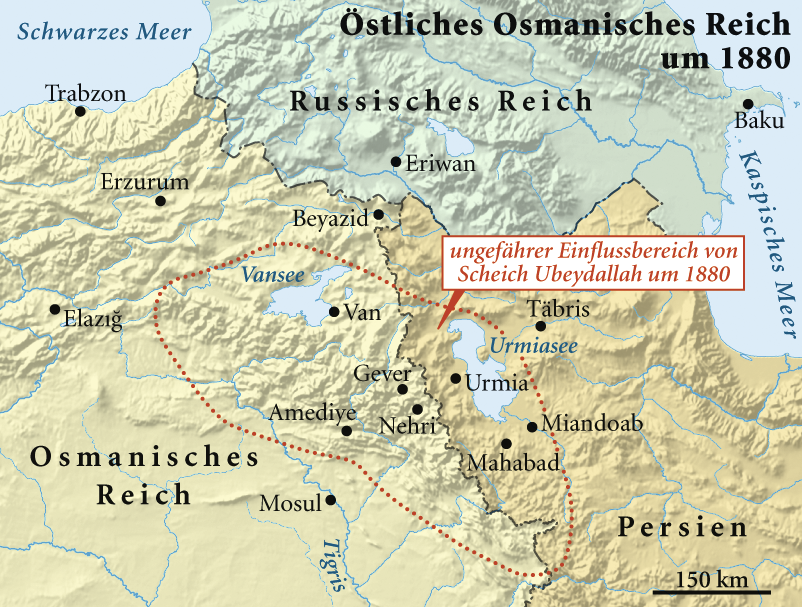
حوزهٔ تقریبی نفوذ شیخ عبیدالله نهری

عبیدالله نهری (شیخ عبیدالله نهری) (زادهٔ ۱۸۲۶/۱۸۲۷ - درگذشتهٔ ۱۸۸۳/۱۸۸۴) رهبر قیام کردها در حکاری در امپراتوری عثمانی بود. شیخ عبیدالله نهری از اواخر سال ۱۸۷۹ م. تا دسامبر سال ۱۸۸۰ م. سرزمین‌های فاصله میان میاندوآب تا دریاچه وان را به همکاری سران عشایر کرد حمزه آغا منگور (رئیس عشیره منگور) مامند آغای پیران (رئیس عشیره پیران)و عشیره های هرکی زرزا و مکری تحت کنترل نیروهای خود درآورد. این قیام در دسامبر سال ۱۸۸۰ م. بر اثر حملهٔ نیروهای عثمانی شکست خورد.

## شجره‌نامه
شجره نامهٔ خانوادهٔ نهری نشان می‌دهد که اصلیتشان به شیخ عبدالقادر گیلانی می‌رسد که در سال‌های مابین ۱۰۷۸–۱۱۶۶ می‌زیست و طریقتی تحت عنوان قادری تأسیس کرد. یکی از مروجان این عقیده، شیخ عبدالعزیز بود که در آکره (در شمال موصل) ساکن شد و در آنجا به ترویج طریقه قادریه پرداخت. پس از وی، پسرش شیخ ابوبکر به روستای استونی از توابع شمذینان رفت و بازماندگانش، از جمله پسرش شیخ حیدر و سه یا چهار نسل پس از وی در همان‌جا ماندند. سپس، در روزگار ملا هجیج، برخی از این خاندان، به ملائیان و برخی دیگر به دیمانه سفلی در خومارو کوچ کرده و تا زمان ملا صالح در آن‌جا اقامت گزیدند. ملا صالح دو پسر به نام سید عبدالله و سید احمد داشت. سید عبدالله پسر ملا صالح مرید و جانشین مولانا خالید شد و به ارشاد طریقت نقشبندی پرداخت. او نهری را به عنوان مقر حود برگزید و از آن زمان این محل اقامتگاه این خانواده شد. این ناحیه که در اواخر قرن نوزدهم و آغاز سده بیستم، یکی از ۳ ناحیه شمذینان را تشکیل می‌داد، در کتیبه‌های قبل از میلاد فراوان از آن بحث شده‌است. سید عبدالله با اینکه ابتدا فقط نفوذ معنوی و مذهبی داشت اما سپس کوشید تا از نفوذ خود استفاده کرده و در جهت ایجاد و گسترش جنبش ناسونالیسم کُردی بهره جوید. این امر، در دوره شیخ عبیدالله به اوج خود رسید. شیخ عبیدالله پسر سید طاها در سال ۱۸۳۰م. متولد شد. وی در میان ایل‌های کرد ایران و عثمانی نفوذ کلام زیادی داشت و مردم فراوانی گرد وی جمع شده بودند. به همین جهت دو دولت ایران و عثمانی سعی در جلب همکاری و کشیدن وی به طرف خود داشتند. در جنگی که بین عثمانی‌ها و روس‌ها اتفاق افتاد، شیخ عبیدالله به جهت هم مذهب بودن با عثمانی‌ها به نفع آن‌ها اقدام کرد و با سی هزار سواره و پیاده موجب شکست روس‌ها گردید. از این جهت بین عثمانی‌ها مقامی بلند داشت.

## وضعیت شورش در مناطق ارومیه و اشنویه
حملهٔ شیخ عبیدالله به ارومیه در تاریخ ارومیهدارای اهمیت بوده به طوری که می‌توان گفت: بسیاری از وقایعی که در یکصد سال اخیر در آذربایجان و به ویژه ارومیه رخ داده از همین واقعه سرچشمه می‌گیرد.
در زمان اقبال الدوله (حاکم ارومیه) محال اشنویه، دشتبیل و صومای برادوست و مرگور و بعضی جاهای دیگر به طریق تیول به شیخ واگذار شد. نواحی ارومیه که در دست امرای برادوستی بود که بزرگ طایفه برادوست، میرعثمان آقای برادوستی و برادرانش میر عبدالله بیگ بناری برادوستی در قلعهٔ بنار مرگور و میر سهراب بیگ برادوستی در قلعهٔ بردسور ترگور از متحدان اصلی شیخ در ارومیه بودند و این امر باعث شد که اشنویه مرکز فرماندهی شورش قرار گیرد. اضافه بر آن، عبدالله خان و ابراهیم خان زرزا که از حکومت شاهزاده احمد میرزا جبر بی حد دیده و حتی از حکومت اشنویه برکنار شده بودند، به اتفاق حاجی رحیم خان شوهر خواهر اقبال الدله به مکاتبه با شیخ پرداخته و وی را به دادخواهی می‌خواندند. به همین منظور، پسر شیخ عبیدالله «شیخ عبدالقادر» برای تمهید مقدمات و هماهنگی با عبدالله خان و ابراهیم خان به اشنویه آمد و توانست با سرخیل ایل راوند «فقی یوسف» دیدار کند و وی را نیز با خود همراه سازد. 
نزدیکی ایلات اشنویه (هرکی و زرزا) به شیوخ نهری تنها به علت ظلم و ستم سران قاجاری نبود، بلکه این ایلات از قدیم‌الایام در استان شمذینان و گور در کنار شیوخ نهری به سر می‌بردند و پیوندهای محکمی بین آن‌ها وجود داشت. چنان‌که گفته شد شیخ ابوبکر از سران نهری اولین بار در ناحیه هرکی و روستای استونی اقامت گزید و سپس در دهه‌های بعد، شیوخ نهری کرسی مذهبی خود را به ناحیهٔ زرزان - محل ایل زرزا - منتقل کردند.

## وضعیت شورش در مناطق مکری
در جنوب دریاچهٔ ارومیه که به مکریان معروف است، حمزه آقا منگور از حامیان اصلی شورش عبیدالله نهری بود. حمزه‌آقا منگور با حاکم ساوجبلاغ مکری وارد جنگ شد و شیخ عبیدالله، سواران کُرد را به ساوجبلاغ مکری برای کمک به حمزه آقا فرستاد. شیوخ و خلفا با تبلیغات علیهٔ دولت مرکزی ایران منجر به درگیری در منطقه ساوجبلاغ مکری (مکریان امروزی) شد. حمزه آقا با حمله تا مناطق ساوجبلاغ، میاندوآب و تا نواحی ملک کندی و بناب پیشروی کرد که منجر به کشته شدن صدها نفر از اهالی این مناطق شد.
به گفتهٔ ژاک دو مورگان، تنها بوکان که ملک عزیزخان سردار (از سردارهای به‌نام دورهٔ ناصرالدین شاه) بود، در برابر این شورش مقاومت کرد. در زمانِ این شورش، سردار سیف الدین خان مکری (پسر عزیزخان) در بوکان حضور داشت و ادارهٔ این منطقهٔ به‌عهده او بود. سیف‌الدین خان مکری یکی از امین‌های دولت مرکزی در ساوجبلاغ به‌شمار می‌رفت.